# جام باشگاه‌های تهران ۱۳۲۶
جام باشگاه‌های تهران ۱۳۲۶ دوره‌ای از مسابقات جام باشگاه‌های تهران بود که در سال ۱۳۲۶ انجام شد و با قهرمانی تیم دارایی به پایان رسید.

## نحوه برگزاری بازی‌ها
در سال ۱۳۲۶ مسابقات جام باشگاه‌های تهران با حضور ۸ تیم دارایی، شاهین، دوچرخه سواران، توانا، تهران جوان، میهن پرور، عقاب، شرق، آغاز گردید. رقابت اصلی بین تیم‌های دارایی، شاهین، دوچرخه سواران بود. تیم دوچرخه سواران شروع خوبی داشت توانست در اولین دیدار تیم قدرتمند دارایی را با نتیجه ۲ بر صفر شکست دهد. اما شکست ۲ بر صفر از شاهین و پیروزی شاهین بر دارایی باعث شد که باز هم دارایی و دوچرخه سواران یک دیدار مجدد برگزار کنند.
در این بازی تکراری تیم دارایی با یک گل موفق به شکست دادن دوچرخه سواران شد و با ۲۱ امتیاز عنوان قهرمانی را کسب کرد. تیم شاهین با ۱۶ امتیاز به مقام دوم و تیم دوچرخه سواران به مقام سوم رسید.